# Cmentarz Trojekurowski w Moskwie
Cmentarz Trojekurowski w Moskwie (ros. Троекуровское кладбище) – nekropolia w Moskwie w części Oczakowo-Matwiejewskoje na terenie zachodniego okręgu administracyjnego miasta.
Administracja cmentarza znajduje się przy ulicy Riabinowej 24.